# Nationaal Museum Zayed
Het Nationaal Museum Zayed (Arabisch: متحف زايد الوطني) is een gepland museum op het eiland Saadiyat in Abu Dhabi. Het museum zal zich richten op de geschiedenis, cultuur en economische transformatie van de Verenigde Arabische Emiraten en wordt  ontworpen door Foster + Partners.
In 2009 sloot het British Museum een overeenkomst van 10 jaar met het nieuwe museum. Het museum in Londen geeft advies over de collectie en het personeel trainen. Verder zouden 500 kunstwerken worden uitgeleend waarvoor het British Museum een vergoeding zou ontvangen. De bouw van het museum is aanzienlijk vertraagd, het plan was in 2013 het museum te openen voor publiek, maar eind 2017 was de bouw nog steeds niet gestart. Het contract is niet beëindigd, maar de kans is klein dat het museum voor de afloop van het contract in 2019 open is.